# Coffee milk
Inte att förväxla med Kaffemjölk

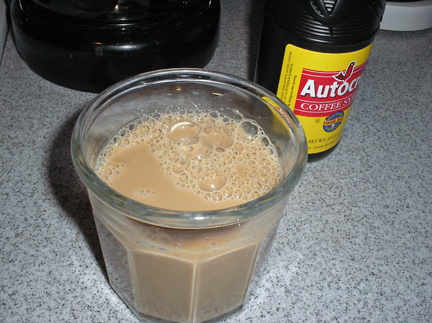
Coffee milk

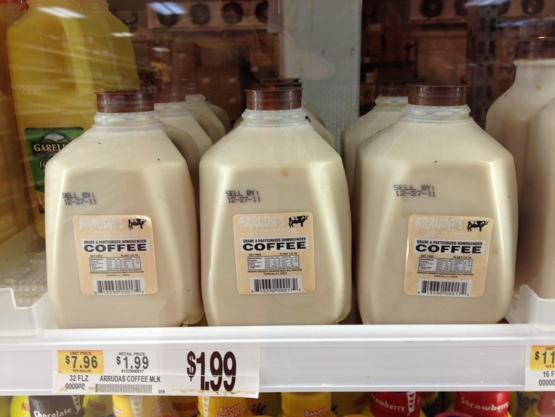
Coffee milk på en butikshylla.

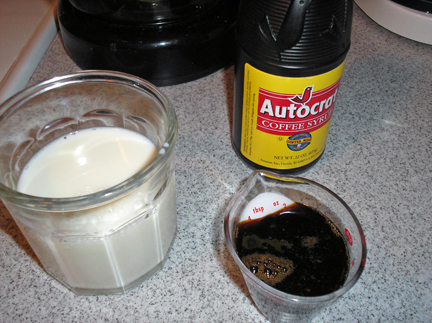
Ingredienser för att göra coffee milk: ett glas mjölk, en flaska coffe milk-sirap, och ett litet mått fyllt med coffemilksirap.

Coffee milk är en dryck som består av mjölk med kaffesmak, liknande chokladmjölk; men, i stället för kakao  används coffee syrup Det är den officiella statsdrinken i Rhode Island i USA.
Den här artikeln är helt eller delvis baserad på material från engelskspråkiga Wikipedia, Coffee milk, 26 oktober 2012.

## Fotnoter
1. ↑  En tillsats som används typiskt i Rhode Island.